# Confarreatio

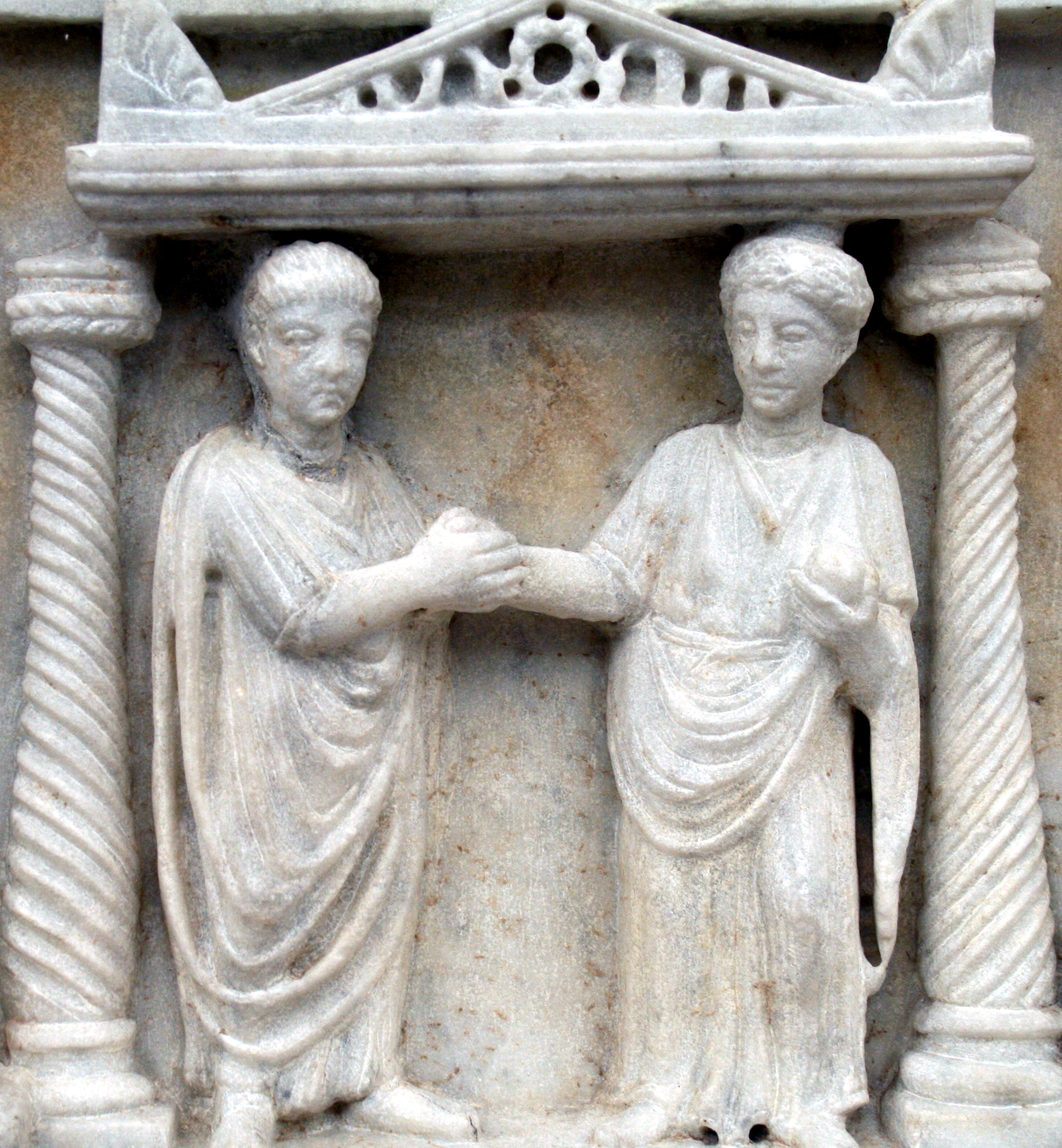
Römische Eheschließung (Museo delle Terme di Diocleziano, Rom)

Die Confarreatio (dt. auch konfarreierte Ehe) war eine der drei Möglichkeiten, durch die in der römischen Antike eine Manusehe geschlossen wurde. 

## Farreus panis
Der Begriff Confarreatio  ist abgeleitet vom lateinischen farreus panis, den die Brautleute während der Hochzeitszeremonie dem Iuppiter farreus opferten. 
Worum es sich bei dem farreus panis genau handelte, ist nicht ganz klar. Normalerweise bezeichnet far die Getreideart Emmer. Da Emmer aber wegen der mäßigen Klebeigenschaften zur Brotzubereitung nur bedingt geeignet ist, nimmt man an, dass es sich um ein Brot oder einen Kuchen aus dem Emmer nahe verwandten Spelt oder Dinkel gehandelt hat.
Nach den Opfern setzte sich die Braut (christlichen Autoren zufolge) auf das als Phallus gestaltete Kultbild des Mutunus Tutunus, womit sie sich symbolisch deflorierte.

## Religiöse Bedeutung
Die Ehe wurde im Beisein von 10 Zeugen sowie unter Mitwirkung des Pontifex Maximus und des Flamen Dialis geschlossen. Da es sich dabei um die beiden obersten Priester handelt, wird angenommen, dass die Confarreatio Angehörigen der Oberschicht vorbehalten war. Es handelte sich um eine besonders aufwändige und feierliche Form der Eheschließung, die schließlich wohl nur noch aufgrund ihrer religiös-politischen Bedeutung vollzogen wurde: Nur Kinder aus konfarreirten Ehen konnten Flamen Dialis bzw. Vestalin werden. Für die obersten Priester, die flamines maiores, war die Confarreatio als Form der Eheschließung vorgeschrieben.
Wenn zu einem Zeitpunkt die Eheschließung auf solche Ehepaare beschränkt war, deren Eltern bereits durch Confarreatio verbunden wurden, so konnte das zum Ende der Republik bereits nicht mehr gelten, da Caesars Eltern nicht durch Confarreatio heirateten, er aber so die Ehe mit Cornelia Cinnilla schloss.

## Diffareatio
Die Scheidung einer konfarreierten Ehe war ebenfalls in einer religiösen Zeremonie möglich, der sogenannten Diffareatio. Über die Einzelheiten des Vorgangs ist nichts bekannt. Eine der Römischen Fragen des Plutarch war, warum beim Tod der Ehefrau der Flamen Dialis sein Amt niederlegen musste. Er erwähnt als eine der Möglichkeiten, dass es sein könnte, dass bestimmte Rituale die Anwesenheit eines Ehepartners erforderten. Das hieße, dass die Confarreatio nicht nur eine Eheschließung, sondern auch eine gemeinsame Weihe der Eheleute zum Priesterdienst in den ältesten und angesehensten Kulten Roms war. 
Beiläufig erwähnt Plutarch dann, dass die Auflösung einer solchen Ehe erst unter Domitian ermöglicht wurde, und dass die Priester zur Auflösung der Confarreatio eine Reihe „schrecklicher, seltsamer und ungehöriger“ Riten durchführten.